# Ангел Ангелов (културолог)
Вижте пояснителната страница за други личности с името Ангел Ангелов.
Ангел Валентинов Ангелов е български изкуствовед и културолог. Изследователският му интерес е в сферите на теорията на европейската култура на ХІV – ХХ век и на визуалната култура в България и Европа. Професор е в Югозападния университет „Неофит Рилски“ в Благоевград.

## Биография
Роден е на 13 октомври 1955 г. във Враца. Син е на изследователя на модерната естетика, история и теория на изкуството проф. Валентин Ангелов.
Завършва българска филология с втора специалност „Руска филология“ в Софийския държавен университет (1977). Аспирант по теория на литературата в Института за литература на БАН с научен ръководител проф. Атанас Натев (1981). Кандидат на филологическите науки (днес – доктор) с дисертация на тема „Традиция и литературно произведение. Методологически проблеми“ (1989). Доктор на изкуствознанието с дисертация на тема „Историчност на визуалния образ“ (2007).
Филолог специалист в Института за български език при БАН. От 1990 г. е научен сътрудник I степен в Института за литература на БАН. Извънреден доцент по история и теория на културата (2000 – 2004) в Нов български университет в София. Професор по теория и история на културата във Факултета по изкуствата в Югозападния университет „Неофит Рилски“ в Благоевград (2009).
В периода 2011 – 2015 г. е ръководител на катедра „Културология“ на Югозападния университет. Основател (2015), а впоследствие и ръководител на преподавателски и докторантски семинар „Културните наследства“ към същата катедра. От 2016 г. е основател и председател на научноизследователския „Център за визуални изследвания и комуникации“ към Факултета по изкуства при ЮЗУ „Неофит Рилски“.
Ангел Ангелов е гост лектор в Австрийския институт за Източна и Югоизточна Европа в София, в Universita per Stranieri в Перуджа, Италия, в Американския университет в Благоевград, и СУ „Св. Климент Охридски“.
Хердеров стипендиант (1989 – 1990) във Виенския университет; стипендиант на Културния отдел на италианското министерство на външните работи (1993; 1994); стипендиант в „Институт за фундаментални изследвания“, Васенаар, Холандия (ноември 2000-януари 2001). Специализант на Getty Summer Institute in Visual and Cultural Studies, Рочестър, Ню Йорк (юни-юли 1998); специализант (със стипендия „Якоб и Вилхелм Грим“) в Института за история на изкуството към Университета „Мартин Лутер“, Хале, Германия (1990 – 94); специализант в Унгария (2002; 2003).
Превежда теоретични статии в областта на изкуството от английски, руски и немски език, публикува в редица български и чуждестранни научни издания.
Член на българската секция на Международната асоциация на критиците на изкуството със седалище в Париж (AICA). Член на „Колегиум Будапещ“ (октомври 2007-февруари 2008).
От 2010 г. насетне Ангел Ангелов е сред критиците на публичните политики, провеждани в сферата на висшето образование в България, а през 2017 г. е сред инициаторите на Отворено писмо на български учени от социалните и хуманитарни науки срещу философията на и ефектите от Стратегията на развитие на висшето образование в Р. България за периода 2014 – 2020.